# Španělská marka

Španělská marka roku 806

Španělská marka nebo Hispánská marka (latinsky Marca Hispanica) byla vojenská nárazníková zóna založená kolem roku 795 Karlem Velikým ve východních Pyrenejích a přilehlých oblastech, aby chránila nová území křesťanské Karolínské říše – Gaskoňské vévodství, Akvitánské vévodství a Septimánii – před muslimským Córdobským emirátem v al-Andalusu. V širším významu může pojem Španělská marka označovat skupinu raných iberských a pyrenejských panství, která se dostala pod franskou nadvládu. Postupem doby se tato panství spojila nebo získala nezávislost na franské nadvládě.

## Geografický kontext
Oblast Španělské marky zhruba odpovídá východním oblastem mezi Pyrenejemi a řekou Ebrou. Místní obyvatelstvo bylo různorodé. Většinu tvořili Hispanořímané (Gótové). Byli zde i Baskové v severozápadních údolích, Židé v Okcitánii (viz Chachmej Provence) a velká okcitánsko-románská populace, která se řídila Vizigótským zákoníkem (Liber Iudiciorum), přičemž všichni byli pod vlivem al-Andalusu od doby, co jejich páni přísahali věrnost umajjovským córdobským vládcům v roce 719. To změnil až franský král Pipin Krátký, když dobyl Septimánii v roce 759. Pyrenejská údolí začala měnit loajalitu po roce 785 (Girona, Ribagorza atd.).
Ačkoli byla hrabata Španělské marky povinována věrností karolinskému panovníkovi, stala se do značné míry autonomními. Mnoho menších hrabství bylo pohlceno většími, zejména Barcelonským hrabstvím, ze kterého se později vytvořilo Katalánské knížectví. Ostatní hrabství Španělské marky byla pohlcena Aragonským nebo Francouzským královstvím. Pouze Andorra si udržela svou nezávislost a existuje dosud. Je posledním pozůstatkem karolínské historie oblasti a je na to také náležitě hrdá, karolinská tradice je oslavována i v andorrské hymně.
Okresy marky byly Ribagorza, Urgell, Cerdanya, Peralada, Empúries, Besalú, Osona, Barcelona, Girona, Conflent, Roussillon, Vallespir a Fenouillet. Hranice španělské marky se ovšem neustále proměňovaly a byly i poměrně nejisté. Také Navarra a Aragonie byly někdy zobrazovány jako součást Španělské marky, ale formálně tomu tak nebylo. V letech 794 až 806 se však dostaly pod karolinskou nadvládu jako součást Gascoňského vévodství.

## Dějiny
S výjimkou vizigótské provincie Septimania a některých území v horách severní Hispánie bylo umajjovské dobytí Vizigótské říše z velké části dokončeno do roku 718. V roce 719 umajjovské síly al-Samha ibn Malika al-Chavlaniho obešly Pyreneje podél pobřeží Středozemního moře, aby dobyly Septimánii a zřídily opevněnou základnu u města Narbonne. Umajjovská kontrola nad touto hraniční provincií byla zajištěna tím, že místnímu obyvatelstvu byly nabídnuty velkorysé podmínky, smíšené sňatky mezi vládnoucími rodinami a různé smlouvy. Další umajjovská expanze na sever byla zastavena porážkou al-Samha ibn Malika v bitvě u Toulouse v roce 721. Wali byli instalováni v Gironě a Barceloně.
Umajjovské síly umístěné v Septimánii pak podnikaly nájezdy na své sousedy na severu a východě a dosáhly až k Autunu. V roce 730 byl podepsán mír mezi vítězem u Toulouse, vévodou z Akvitánie, a Munuzou, berberským povstaleckým muslimským pánem se sídlem v Cerdanyi, tedy regionu, který by mohl fungovat jako nárazníková zóna proti umajjovskému expanzionismu. Mírová smlouva byla zpečetěna sňatkem vévodovy dcery s Munuzou. Munuza byl však poražen umajjovskou vojenskou expedicí v roce 731 během další umajjovské expanze.
Španělská marka byla výsledkem expanze Franské říše na jih, již započal Karel Martel v roce 732. Akvitánští vévodové (včetně gaskoňských) několikrát přísahali formální věrnost franským králům, Odovi Akvitánskému v roce 732 a Hunaldovi I. v roce 736, ale zůstali nezávislí. V roce 737 vedl Karel Martel expedici do oblasti dolní Rhôny a Septimánie, protože si uvědomil, že umajjovský nápor ohrožuje jeho udržení Burgundska, které právě v roce 736 porazil, ale nepodařilo se mu region udržet.
Akvitánie i Septimánie byly po Karlově smrti stále mimo franskou kontrolu, ale Pipin Krátký byl odhodlán si jižní Galii podmanit. V roce 759, po dobytí Septimánie Umajjovci, karolinský král soustředil všechny své síly na rozdrcení akvitánského odporu vůči centrální franské moci. Po nemilosrdné osmileté válce akvitánská nezávislost skončila. Karel Veliký tak měl nově otevřený přístup do Al-Andalusu, navzdory sporadickým gaskoňským povstáním v následujících dvou desetiletích (Baskové byli v roce 790 podrobeni novým karlovským vládcem v Toulouse, Vilémem Akvitánským).
První hrabství, které Frankové založili z území odebraném muslimům, byl Roussillon kolem roku 760. V roce 785 bylo dobyto hrabství Girona. Ribagorza a Pallars byly připojeny k Toulouse kolem roku 790. Urgell a Cerdanya byly připojeny v roce 798. První záznamy o hrabství Empúries pocházejí až z roku 812, ale hrabství se pravděpodobně dostalo pod franskou kontrolu před rokem 800. Tím Karel Veliký vytvořil účinnou bariéru mezi Umajjovským chalífátem a Franskou říší, kromě toho upevnil kontrolu nad Gaskoňskem založením Akvitánského vévodství, kterému od roku 781 vládl jeho syn Ludvík Pobožný.
Po řadě bojů bylo v roce 801 dobyto franskými vojsky i barcelonské hrabství. V Aragonii bylo v letech 798 až 802 založeno několik hradů. Po podrobení Basků na sever od Pyrenejí (790) se franská nadvláda rozšířila na horní Ebro (794) a Pamplonu (798), když se pod vliv Karla Velikého dostal i Alfons II. Asturský. Sobrarbe nebylo začleněno a pravděpodobně se nacházelo v oblasti vlivu aragonského hrabství.
Po smrti Karla Velikého (814) následovala éra franských neúspěchů v oblasti Pyrenejí. Po porážce od Maurů v bitvě u Pancorba v roce 816 se Pamplona, nyní vedená baskickým pánem Iñigem Aristou, odtrhla od Španělské marky a krátce poté v roce 820 ji následovalo Aragonské hrabství. Hrabství na jihu se v tomto okamžiku stala přirozeně součástí Gothijské marky (Septimánie), kde vládla místní hrabata pod vládou Karolínské říše.

## Mocenská struktura
Vládci hrabství se nazývali hrabata a když vládli několika hrabstvím, často přijímali titul vévody (Dux). Když hrabství tvořilo hranici s muslimským královstvím, byl zvolen franský titul markýz. Kromě toho některá hrabata usilovala o franský titul "princ gothijský" či markrabě (vládce marky). Pozdější toulouští a katalánští páni tyto tituly zdědili.
Na počátku 9. století začal Karel Veliký vydávat nový druh pozemkového grantu, aprisio. Přerozděloval tím půdu dříve drženou císařskou korunou v opuštěných oblastech. Grant zahrnoval zvláštní práva a imunity, které umožňovaly značnou nezávislost na císařské kontrole. Historikové interpretovali aprisio jako ranou formu feudalismu a z ekonomického hlediska jako mechanismus k nalákání osadníků do vylidněné pohraniční oblasti. Takoví soběstační vlastníci půdy hrabatům pomáhali poskytovat ozbrojené muže k obraně franské hranice. Aprisia byly udělovány osobně karolinským králem, aby posílily loajalitu k centrální moci a vyvážily moc místních hrabat. Nicméně špatná komunikace a příliš vzdálená centrální moc umožnily těmto raným, silně agrárním feudálům být značně autonomní a prosadila se i dědičnost titulů, s níž Karel původně nepočítal. 